# Olympia Beringen
Le Olympia Beringen, anciennement Olympia Heusden était un club de handball, situé à Beringen, dans la Limbourg en Belgique.